# Bartolomeo Pareto
Bartolomeo Trincherio di Pareto, noto semplicemente come Bartolomeo Pareto (fl. XV secolo), è stato un presbitero e cartografo italiano.

## Biografia
Non si sa molto della sua biografia. Risiedeva e lavorava a Genova, nell'omonima repubblica marinara, e fu ordinato presbitero nel 1455 dopo esser stato accolito papale, circostanza che lascerebbe intendere una sua frequentazione della corte pontificia a Roma, sebbene tale titolo fosse più una carica onorifica. Nel 1453 una riunione del Consiglio di San Giorgio lo definisce come l'unico genovese "peritum in arte ipsa conficiendarum cartarum navigabilium" ovvero "esperto nell'arte di creare carte nautiche", accordandogli un'esenzione fiscale fino a 12 libbre poiché il suo lavoro era reputato di fondamentale importanza per i navigatori genovesi. Compì inoltre, prima del 1455, un lungo viaggio marittimo nel quale attraversò il mare di Alborán. A partire almeno dal 1460 è stato parroco della chiesa di San Giorgio a Genova.
La sua opera più rilevante, l'unica sopravvissuta per intero, è una carta nautica del 1455 (custodita presso la Biblioteca Nazionale Centrale di Roma) realizzata per papa Niccolò V che ritrae gran parte di Europa, Nordafrica e Medio Oriente. Sono inoltre sopravvissuti alcuni frammenti di una mappa della penisola italiana del 1457 oltre che un frammento di un mappamondo conservato presso il Museo del Palazzo di Topkapı.
Morì certamente prima del 9 novembre 1464, data in cui la prepositura della chiesa di San Giorgio fu assegnata al canonico Pietro de' Carderini.

## Portolano del 1455

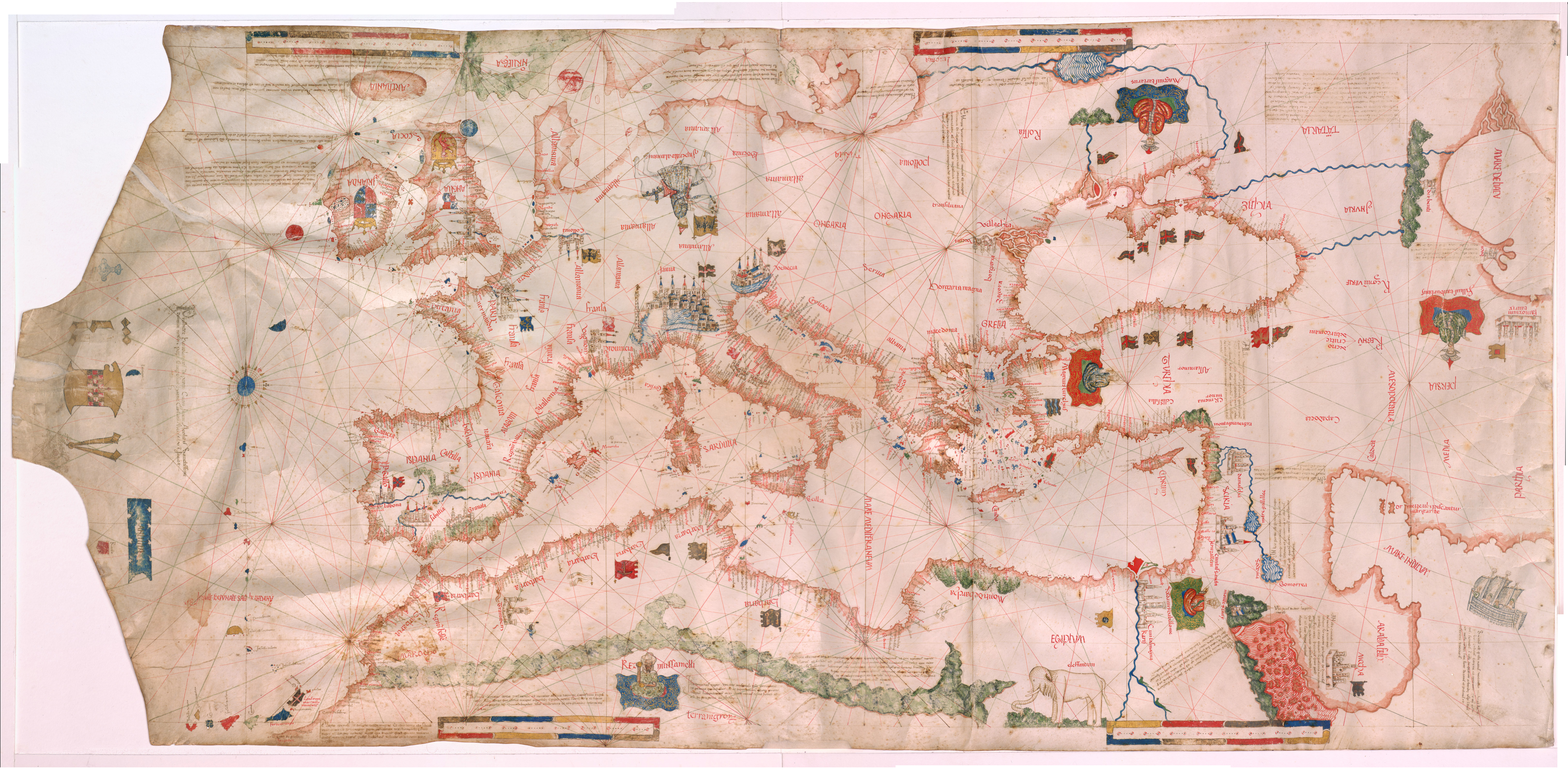
Portolano di Bartolomeo Pareto, custodito presso la Biblioteca Nazionale Centrale di Roma.

La mappa nautica del 1455 si presenta come un decorato e raffinato portolano che comprende gran parte dell'Europa, il Nordafrica e il Medio Oriente. È chiara l'ispirazione ai modelli cartografici del genovese Battista Beccario e dello spagnolo Angelino Dulcert. Tra i punti di maggiore interesse vi è la rappresentazione nell'oceano Atlantico dell'isola fantasma di Antilia, scomparsa dalla carte nautiche dopo il XVI secolo.
La mappa ebbe diversi proprietari ma se ne persero le tracce dopo la morte del gesuita valenciano Juan Andrés nel 1817, venendo ritrovata in un ripostiglio dell'allora Biblioteca Vittorio Emanuele al Collegio Romano nel 1877 dal geografo italiano Pietro Amat di San Filippo. Il suo ritrovamento è stato descritto nelle Memorie della Società Geografica Italiana pubblicate nel 1878.